# Xenylla longispina
Xenylla longispina är en urinsektsart som beskrevs av Jindřich Uzel 1890. Xenylla longispina ingår i släktet Xenylla och familjen Hypogastruridae. Inga underarter finns listade i Catalogue of Life.